# Shu Fen Gu
Shu Fen Gu ( n. 1963 ) es un botánico, y profesor chino. Trabaja en el "Instituto de Botánica" de la Academia China de las Ciencias, Pekín.
- La abreviatura «S.F.Gu» se emplea para indicar a Shu Fen Gu como autoridad en la descripción y clasificación científica de los vegetales.[1]